# بيت العولقي (يهر)

تعديل مصدري - تعديل

بيت العولقي هي إحدى قرى عزلة يهر بمديرية يهر التابعة لمحافظة لحج، بلغ تعداد سكانها 8 نسمة حسب تعداد اليمن لعام 2004.